# Ilyas El Maliki
Ilyas El Maliki (né le 8 août 1996) est un influenceur et streamer marocain. Actif sur des plateformes telles que YouTube et Kick, il est l'une des principales figures du paysage numérique au Maroc et dans la région MENA.
Son contenu varie entre le streaming de jeux vidéo, l'analyse d’événements sportifs et la réaction à du contenu en ligne,.

## Biographie
Originaire de la ville côtière d'El Jadida, il est le deuxième plus jeune d’une fratrie de quatre frères : Hamza, Nassim et Adam. Après avoir terminé ses études secondaires, il s’est consacré à plein temps à la création de contenu en ligne.
Il commence en faisant des directs sur Instagram, puis se lance sur YouTube en 2022. En juillet 2023, il signe avec la plateforme de streaming Kick (streaming), ce qui accélère son ascension.
En janvier 2025, il est élu Influenceur marocain de l'année lors de "Les Impériales Week".

## King's League

### Invitation et présidence
Lors d'un live stream, El Maliki reçoit une invitation personnelle de Gerard Piqué pour participer à la Kings League World Cup en Italie. Il est alors nommé président de l’équipe nationale marocaine pour la compétition de 2025.
Sous sa présidence, le Maroc atteint les demi-finales avant d'être éliminé par la Colombie.

### Fondation d'Ultra Chmicha
En février 2025, il annonce la création de son propre club, Ultra Chmicha, qui participe à la Kings League World Cup Clubs. Son équipe est la première à recevoir une Wildcard pour l'édition 2025.

### Futur de la Kings League au Maroc
Lors d'une réception à Rabat, El Maliki annonce que la Kings League devrait prochainement se dérouler au Maroc, avec une finale prévue à El Jadida.

## Antécédents judiciaires

### Première affaire
En 2022, il est impliqué dans une altercation avec un autre créateur, Simo Bourkadi. Initialement poursuivi pour vol à main armée, l'accusation est réduite après retrait de plainte, et il purge deux mois de prison à El Jadida.

### Deuxième affaire
En 2024, il est condamné à trois mois de prison pour discrimination et incitation à la haine, après une plainte déposée par des groupes amazighs et féministes. Après appel, la peine est réduite à deux mois, et il est libéré en décembre 2024.